# دروغگوی چاق گنده
دروغگوی چاق گنده (به انگلیسی: Big Fat Liar) یک فیلم کمدی نوجوانانه محصول سال ۲۰۰۲ آمریکا است. کارگردانی این فیلم را شاون لوی و نویسندگی و تهیه‌کنندگی آن را دن اشنایدر و برایان رابینز به عهده داشتند. از بازیگران فیلم می‌توان به فرانکی میونیز، پل جیاماتی و آماندا باینس اشاره کرد.

## خلاصه
موضوع این فیلم دربارهٔ یک پسر جوان به اسم «جیسون» است که مقالهٔ درسی خود را تکمیل می‌کند، به‌طور اتفاقی راهش به سوی یک کارگردان هالیوودی باز می‌شود. کارگردان به او پیشنهاده یک فیلم اکشن می‌دهد و جیسون برای فیلم به لوس آنجلس سفر می‌کند و اما ….

## بازیگران و شخصیت‌ها
- فرانکی میونیز در نقش جیسون شپرد
- پل جیاماتی در نقش مارتی ولف
- آماندا باینس در نقش کایلی، بهترین دوست جیسون
- آماندا دتمر در نقش کرکهام
- دونالد فیسون در نقش فرانک جکسون
- مایکل برایان فرنچ در نقش هری شپرد
- کریستین توکی در نقش کارول شپرد
- ساندرا اوه در نقش خانم فیلیس کالدول
- الکس برکنریج در نقش جینی شپرد
- ربکا کوری در نقش آسترید بارکر
- جلیل وایت در نقش خودش
- راشل هورنسبی در نقش مارکوس دانکن
- لی ماژورس در نقش وینس
- شون اوبرایان در نقش لئو
- امی هیل در نقش جوسلین دیویس
- کایلی سوان در نقش برت
- جان چو در نقش داستین ونگ
- تاران کیلام در نقش برت
- جیک مینور در نقش آرون
- تد رونی در نقش معلم تابستانی
- میشل گریفین در نقش شاندرا دوکان
- شاون لوی در نقش مهمان ولف
- کنان تامپسون در نقش دوستدار حزب
- داستین دیاموند در نقش مهمان ولف
- برایان ترک در نقش ماشر